# Campionati mondiali di lotta 2013
I campionati mondiali di lotta 2013 si sono svolti alla Budapest Sports Arena di Budapest, in Ungheria, dal 16 al 22 settembre 2013.

## Medagliere
| Pos.   | Paese          | Oro | Argento | Bronzo | Totale |
| ------ | -------------- | --- | ------- | ------ | ------ |
| 1      | Iran           | 4   | 1       | 2      | 7      |
| 2      | Russia         | 3   | 4       | 4      | 11     |
| 3      | Giappone       | 3   | 0       | 1      | 4      |
| 4      | Corea del Sud  | 2   | 1       | 1      | 4      |
| 4      | Ucraina        | 2   | 1       | 1      | 4      |
| 6      | Cina           | 2   | 0       | 1      | 3      |
| 7      | Bulgaria       | 1   | 2       | 0      | 3      |
| 8      | Armenia        | 1   | 1       | 2      | 4      |
| 9      | Ungheria       | 1   | 0       | 5      | 6      |
| 10     | Stati Uniti    | 1   | 0       | 3      | 4      |
| 11     | Corea del Nord | 1   | 0       | 1      | 2      |
| 12     | Mongolia       | 0   | 2       | 4      | 6      |
| 13     | Azerbaigian    | 0   | 2       | 2      | 4      |
| 14     | Cuba           | 0   | 2       | 0      | 2      |
| 15     | India          | 0   | 1       | 2      | 3      |
| 16     | Canada         | 0   | 1       | 1      | 2      |
| 17     | Estonia        | 0   | 1       | 0      | 1      |
| 17     | Svezia         | 0   | 1       | 0      | 1      |
| 17     | Venezuela      | 0   | 1       | 0      | 1      |
| 20     | Turchia        | 0   | 0       | 4      | 4      |
| 21     | Bielorussia    | 0   | 0       | 2      | 2      |
| 21     | Kazakistan     | 0   | 0       | 2      | 2      |
| 21     | Uzbekistan     | 0   | 0       | 2      | 2      |
| 24     | Georgia        | 0   | 0       | 1      | 1      |
| 24     | Germania       | 0   | 0       | 1      | 1      |
| Totale | Totale         | 21  | 21      | 42     | 84     |

## Classifica squadre
| Class | Lotta libera maschile | Lotta libera maschile | Lotta Greco-Romana | Lotta Greco-Romana | Lotta libera femminile | Lotta libera femminile |
| Class | Squadra               | Punti                 | Squadra            | Punti              | Squadra                | Punti                  |
| ----- | --------------------- | --------------------- | ------------------ | ------------------ | ---------------------- | ---------------------- |
| 1     | Iran                  | 46                    | Russia             | 44                 | Giappone               | 48                     |
| 2     | Russia                | 44                    | Corea del Sud      | 37                 | Mongolia               | 47                     |
| 3     | Georgia               | 29                    | Ungheria           | 31                 | Stati Uniti            | 37                     |
| 4     | Ucraina               | 27                    | Armenia            | 28                 | Cina                   | 34                     |
| 5     | Stati Uniti           | 25                    | Azerbaigian        | 27                 | Ucraina                | 29                     |
| 6     | India                 | 23                    | Kazakistan         | 21                 | Russia                 | 24                     |
| 7     | Cuba                  | 19                    | Turchia            | 20                 | Canada                 | 21                     |
| 8     | Mongolia              | 19                    | Iran               | 19                 | Ungheria               | 18                     |
| 9     | Armenia               | 18                    | Stati Uniti        | 15                 | Bulgaria               | 15                     |
| 10    | Turchia               | 18                    | Finlandia          | 15                 | Kazakistan             | 12                     |

## Podi

### Lotta libera maschile
| Evento        | Oro                 | Argento           | Bronzo                                       |
| fino a 55 kg  | Hassan Rahimi       | Amit Kumar Dahiya | Sezar Akgül Nariman Israpilov                |
| fino a 60 kg  | Bekchan Gojgereev   | Vladimir Dubov    | Bajrang Punia Masoud Esmaeilpour             |
| fino a 66 kg  | David Safaryan      | Liván López       | Magomed Kurbanaliev Ganzorigiin Mandakhnaran |
| fino a 74 kg  | Jordan Burroughs    | Ezzatollah Akbari | Ali Šabanaŭ Rashid Kurbanov                  |
| fino a 84 kg  | Ibrahim Aldatov     | Reineris Salas    | István Veréb Ehsan Lashgari                  |
| fino a 96 kg  | Reza Yazdani        | Xetaq Qazyumov    | Anzor Boltukaev Pavlo Olijnyk                |
| fino a 120 kg | Chadžimurat Gacalov | Alen Zasejev      | Geno Petriashvili Taha Akgül                 |

### Lotta greco-romana maschile
| Evento        | Oro                       | Argento            | Bronzo                            |
| fino a 55 kg  | Yun Won-Chol              | Choi Gyu-Jin       | Péter Módos Roman Amoyan          |
| fino a 60 kg  | Ivo Angelov               | Ivan Kujlakov      | Woo Seung-Jae Elmurat Tasmuradov  |
| fino a 66 kg  | Ryu Han-Su                | Islam-Beka Al'biev | Sandeep Tulsi Yadav Frank Stäbler |
| fino a 74 kg  | Kim Hyeon-Woo             | Roman Vlasov       | Arsen Julfalakyan Emrah Kuş       |
| fino a 84 kg  | Taleb Nematpour           | Saman Tahmasebi    | Javid Hamzataŭ Viktor Lőrincz     |
| fino a 96 kg  | Nikita Mel'nikov          | Art'our Aleksanyan | Balázs Kiss Şalva Qadabadze       |
| fino a 120 kg | Heiki Nabi Amir Aliakbari | Rıza Kayaalp       | Nurmaxan Tınälïev Johan Eurén     |

### Lotta libera femminile
| Evento       | Oro             | Argento                   | Bronzo                                 |
| fino a 48 kg | Eri Tōsaka      | Mayelis Caripá            | Alyssa Lampe Xu Cheng                  |
| fino a 51 kg | Sun Yanan       | Erdenechimegiin Sumiyaa   | So Sim-Hyang Jessica MacDonald         |
| fino a 55 kg | Saori Yoshida   | Sofia Mattsson            | Emese Barka Valerija Koblova           |
| fino a 59 kg | Marianna Sastin | Tajbe Jusein              | Tungalagiin Mönkhtuyaa Yuliya Ratkeviç |
| fino a 63 kg | Kaori Ichō      | Soronzonboldyn Battsetseg | Ekaterïna Larïonova Elena Pirozhkova   |
| fino a 67 kg | Alina Stadnyk   | Stacie Anaka              | Ochirbatyn Nasanburmaa Sara Doshō      |
| fino a 72 kg | Zhang Fengliu   | Natal'ja Vorob'ëva        | Adeline Gray Ochirbatyn Burmaa         |